# Кузнецов, Алексей Леонидович
Алексей Леонидович Кузнецов (род. 5 февраля 1974 года) — российский и казахстанский игрок в хоккей с мячом, мастер спорта Республики Казахстан международного класса (2003).

## Карьера
В сезоне 1992/93 дебютировал в составе алма-атинского «Динамо».
После расформирования клуба в 1995 году переехал в Киров, где стал выступать в составе «Родины».
В сезоне 1998/99 года играл в казанской «Ракете». А в сезоне 1999/2000 — в «СКА-Свердловск».
Вернувшись в 2000 году в «Родину», представлял клуб до 2007 года. В сезоне 2005/06 года стал бронзовым призёром чемпионата России.
Свой последний сезон (2007/08) провёл в Слободском в составе «Дымки».
В составе сборной Казахстана участвовал в нескольких чемпионатах мира.
В настоящее время работает массажистом в КХМ «Родина».